# 핀바 린치
핀바 린치(Finbar Lynch, 1959년 8월 28일 ~ )는 아일랜드의 배우, 연극 배우, 영화배우, 텔레비전 배우이다.
더블린에서 태어났다.

## 영화
- 디파처 (2015년)
- 투 킬 어 킹 (2003년)
- 바탈리언 (2001년)
- 검투사 아틸라 (2001년)
- 웨이킹 더 데드 (2000년)
- 세컨드 사이트: 하이드 앤 식 (2000년)
- 한여름 밤의 꿈 (1996년)